# Sette giugno
Il Sette Giugno è una delle feste nazionali maltesi. Essa commemora gli avvenimenti del 7 giugno 1919, quando le truppe dell'esercito britannico spararono sulla folla disarmata che manifestava contro l'aumento del prezzo del pane in seguito a nuove tasse introdotte dal governo del Regno Unito. Questo avvenimento rafforzò i sentimenti irredentisti della popolazione maltese.

## Storia
Nel 1800 l'Impero britannico occupò Malta, liberandola dall'occupazione francese che aveva sancito la fine del governo dei Cavalieri Ospitalieri, e facendone un protettorato.
Le origini dell'irredentismo maltese in favore dell'unione dell'isola al Regno d'Italia risalgono ai primi anni del Novecento e questo movimento si intensificò dopo questi fatti. L'aspirazione di una parte della popolazione di unirsi al Regno d'Italia rappresentò la maggiore preoccupazione politica del Regno Unito, specialmente dopo l'avvento del fascismo che rivendicava apertamente l'italianità di Malta.
Il sette giugno è ricordato da un monumento in una piazza de La Valletta inaugurato nel 1966, dopo l'indipendenza, e nel 1989 il Parlamento di Malta ha dichiarato questa data una delle cinque feste nazionali maltesi. Il monumento è stato ricollocato nel giardino di Hastings, sempre a La Valletta.